# Polyura dexippus
Polyura dexippus är en fjärilsart som beskrevs av Hans Fruhstorfer 1914. Polyura dexippus ingår i släktet Polyura och familjen praktfjärilar. Inga underarter finns listade i Catalogue of Life.